# Nedumangād
Nedumangād är en ort i Indien.   Den ligger i distriktet Thiruvananthapuram och delstaten Kerala, i den södra delen av landet, 2 200 km söder om huvudstaden New Delhi. Nedumangād ligger 57 meter över havet och antalet invånare är 58 278.
Terrängen runt Nedumangād är platt. Runt Nedumangād är det tätbefolkat, med 659 invånare per kvadratkilometer. Närmaste större samhälle är Thiruvananthapuram, 14,2 km söder om Nedumangād. I omgivningarna runt Nedumangād växer i huvudsak städsegrön lövskog.